# Pietermaritzburg
Pietermaritzburg (/ˌpiːtərˈmærɪtsbɜːrɡ/; tiếng Zulu: umGungundlovu) là tỉnh lỵ và thành phố lớn thứ hai ở tỉnh KwaZulu-Natal, Nam Phi. Nó được thành lập vào năm 1838 và hiện đang được quản lý bởi Khu tự quản địa phương Msunduzi. Tên Zulu của nó umGungundlovu là tên được sử dụng khu tự quản khu vực. Pietermaritzburg được gọi phổ biến là Maritzburg trong tiếng Afrikaans, tiếng Việt, tiếng Anh và tiếng Zulu giống nhau, và thường được viết tắt không chính thức thành PMB. Đây là một trung tâm công nghiệp quan trọng trong khu vực, sản xuất nhôm, gỗ và các sản phẩm từ sữa, cũng như trung tâm kinh tế chính của Khu đô thị quận Umgungundlovu. Khu vực công là một chủ nhân lớn trong thành phố do chính quyền địa phương, khu vực và tỉnh được đặt tại đây. Đây là nơi có nhiều trường học và các tổ chức giáo dục đại học, bao gồm cả khuôn viên của Đại học KwaZulu-Natal. Nó có dân số 228.549 vào năm 1991; dân số hiện tại ước tính có hơn 600.000 cư dân (bao gồm các thị trấn lân cận) và có một trong những quần thể lớn nhất là người Afrikan Nam Ấn Độ ở Nam Phi.

## Lịch sử
Thành phố được thành lập bởi người Voortrekker, sau sự thất bại của Dingane tại trận chiến sông máu, và là thủ đô của nước Cộng hòa Boer tồn tại trong thời gian ngắn, Natalia. Nước Anh đã tiếp quản Pietermaritzburg vào năm 1843 và nó trở thành trụ sở của chính quyền thuộc địa Natal với vị thống đốc đầu tiên, Martin West, biến nó thành nhà của mình. Pháo đài Napier, được đặt theo tên của thống đốc của Thuộc địa Cape, Ngài George Thomas Napier, được xây dựng để chứa một đơn vị đồn trú. Năm 1893, Natal nhận trách nhiệm cho chính phủ của mình và một tòa nhà lắp ráp được xây dựng cùng với tòa thị chính.
Vào ngày 7 tháng 6 năm 1893, khi Mahatma Gandhi trẻ tuổi đang trên đường đến Pretoria, một người đàn ông da trắng phản đối sự hiện diện của Gandhi trong một cỗ xe hạng nhất. Mặc dù Gandhi có một vé hạng nhất, anh ta được người dẫn đường ra lệnh di chuyển đến khoang xe ở cuối tàu: anh ta từ chối, và anh ta bị đưa ra khỏi tàu ở Pietermaritzburg.
Rùng mình trong đêm đông trong phòng chờ của nhà ga, Gandhi đưa ra quyết định nhất thời ở lại Nam Phi và chống lại sự phân biệt chủng tộc đối với người Ấn Độ ở đó. Trong cuộc đấu tranh đó đã xuất hiện phiên bản độc nhất của anh ta về kháng chiến bất bạo động, Satyagraha. Ngày nay, một bức tượng Gandhi bằng đồng đứng ở Phố Giáo hội, ở trung tâm thành phố.
Năm 1910, khi Liên hiệp Nam Phi được thành lập, Natal trở thành một tỉnh của Liên hiệp, và Pietermaritzburg vẫn là thủ đô. Trong thời gian phân biệt, thành phố được tách thành nhiều khu vực khác nhau. 90% dân số Ấn Độ đã được chuyển đến vùng ngoại ô Northdale trong khi phần lớn cư dân Zulu của họ đã được chuyển đến thị trấn Edendale lân cận và cư dân da trắng đã rời khỏi những khu vực đó.

## Địa lý

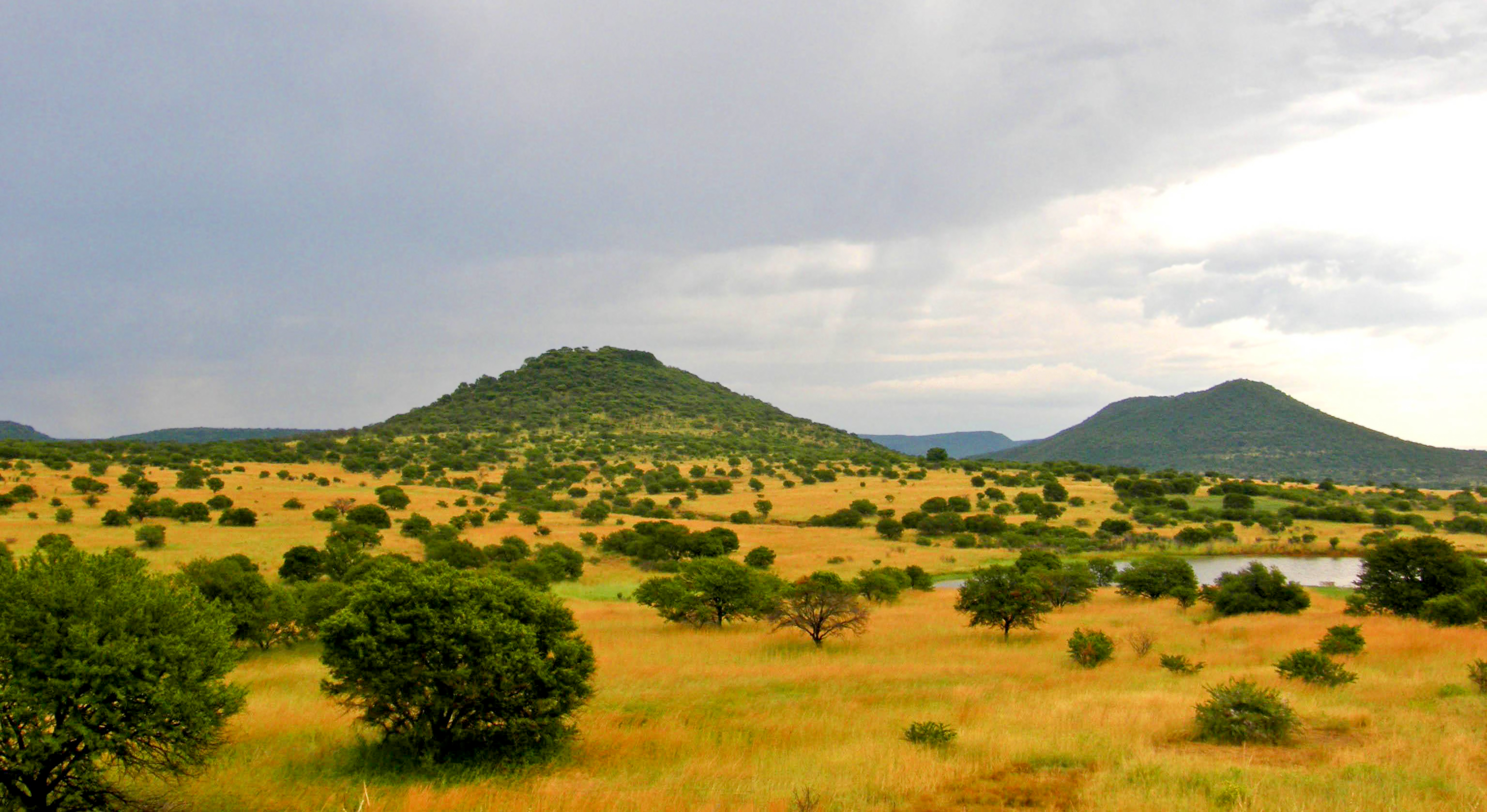
Vùng cao savanna gần Pietermaritzburg

### Khí hậu
Pietermaritzburg có mùa đông khô khí hậu cận nhiệt đới ẩm (phân loại khí hậu Köppen: Cwa), với mùa khô và mùa khô rõ rệt. Mùa hè ấm áp và đôi khi nóng, với lượng mưa thường xuyên. Mùa đông khô với thay đổi nhiệt độ ngày đêm cao, với ánh sáng sương giá là có thể.
| Dữ liệu khí hậu của Pietermaritzburg    | Dữ liệu khí hậu của Pietermaritzburg | Dữ liệu khí hậu của Pietermaritzburg | Dữ liệu khí hậu của Pietermaritzburg | Dữ liệu khí hậu của Pietermaritzburg | Dữ liệu khí hậu của Pietermaritzburg | Dữ liệu khí hậu của Pietermaritzburg | Dữ liệu khí hậu của Pietermaritzburg | Dữ liệu khí hậu của Pietermaritzburg | Dữ liệu khí hậu của Pietermaritzburg | Dữ liệu khí hậu của Pietermaritzburg | Dữ liệu khí hậu của Pietermaritzburg | Dữ liệu khí hậu của Pietermaritzburg | Dữ liệu khí hậu của Pietermaritzburg |
| Tháng                                   | 1                                    | 2                                    | 3                                    | 4                                    | 5                                    | 6                                    | 7                                    | 8                                    | 9                                    | 10                                   | 11                                   | 12                                   | Năm                                  |
| --------------------------------------- | ------------------------------------ | ------------------------------------ | ------------------------------------ | ------------------------------------ | ------------------------------------ | ------------------------------------ | ------------------------------------ | ------------------------------------ | ------------------------------------ | ------------------------------------ | ------------------------------------ | ------------------------------------ | ------------------------------------ |
| Cao kỉ lục °C (°F)                      | 41 (106)                             | 39 (102)                             | 38 (100)                             | 37 (99)                              | 37 (99)                              | 31 (88)                              | 32 (90)                              | 35 (95)                              | 39 (102)                             | 40 (104)                             | 41 (106)                             | 42 (108)                             | 42 (108)                             |
| Trung bình ngày tối đa °C (°F)          | 28 (82)                              | 28 (82)                              | 28 (82)                              | 26 (79)                              | 24 (75)                              | 22 (72)                              | 23 (73)                              | 24 (75)                              | 25 (77)                              | 25 (77)                              | 26 (79)                              | 28 (82)                              | 26 (79)                              |
| Tối thiểu trung bình ngày °C (°F)       | 18 (64)                              | 17 (63)                              | 16 (61)                              | 12 (54)                              | 7 (45)                               | 3 (37)                               | 3 (37)                               | 6 (43)                               | 10 (50)                              | 13 (55)                              | 15 (59)                              | 16 (61)                              | 11 (52)                              |
| Thấp kỉ lục °C (°F)                     | 9 (48)                               | 10 (50)                              | 5 (41)                               | 1 (34)                               | −1 (30)                              | −4 (25)                              | −4 (25)                              | −3 (27)                              | −1 (30)                              | 2 (36)                               | 5 (41)                               | 6 (43)                               | −4 (25)                              |
| Lượng Giáng thủy trung bình mm (inches) | 155 (6.1)                            | 121 (4.8)                            | 113 (4.4)                            | 44 (1.7)                             | 30 (1.2)                             | 13 (0.5)                             | 2 (0.1)                              | 8 (0.3)                              | 64 (2.5)                             | 74 (2.9)                             | 100 (3.9)                            | 108 (4.3)                            | 832 (32.8)                           |
| Số ngày giáng thủy trung bình           | 22                                   | 16                                   | 15                                   | 6                                    | 5                                    | 3                                    | 1                                    | 2                                    | 10                                   | 12                                   | 15                                   | 16                                   | 123                                  |
| Nguồn: Dịch vụ thời tiết Nam Phi        |                                      |                                      |                                      |                                      |                                      |                                      |                                      |                                      |                                      |                                      |                                      |                                      |                                      |

## Giáo dục

### Trường học
- Trường tiểu học Allandale
- Trường tiểu học Ashdown
- Trường tiểu học Athlone
- Trường trung học Nsikayethu
- Trường trung học phổ thông
- Trường tiểu học Bisley Park
- Trường trung học Carter
- Trường dự bị Clifton
- Trường dự bị Cordwalles
- Cowan House
- Trường tiểu học Deccan Road
- Trường trung học kỹ thuật Edendale
- Trường Epworth
- Trường tiểu học Eastwood
- Trường trung học cơ sở Eastwood
- Chủng viện Tin Lành Nam Phi
- Đại học Grace
- Trường tiểu học Gert Maritz
- Trường trung học Haythorne-Woodlands, Pietermaritzburg
- Cao đẳng Hilton
- Trường trung học Heather
- Học viện di sản
- Trường trung học Kharina
- Trường tiểu học Laddsworth
- Trường trung học Linpark
- Cao đẳng Maritzburg
- Trường Thiên chúa giáo Maritzburg
- Trường Hồi giáo Maritzburg dành cho nữ
- Trường dự bị Merchiston
- Trung học ML Sultan
- Michaelhouse
- Trường tiểu học Công viên phía Bắc
- Trường trung học Northbury Park
- Trường tiểu học Phương Đông
- Trường tiểu học Pelham
- Trường trung học nữ sinh Pietermaritzburg
- Trường trung học Raisethorpe
- Trường trung học Russell
- Trường tiểu học Scottsville
- Chủng viện Phương pháp Seth Mokitimi
- Cao đẳng giáo phận St. Anne
- Cao đẳng St. Charles
- Trường nữ giáo phận St. John.
- Học viện thần học St Joseph, Cedara
- Học viện Kinh thánh Liên minh
- Trường tiểu học Union Park
- Đại học KwaZulu-Natal
- Trường trung học Voortrekker
- Đại học Wykeham
- Trường trung học Haythorne
- Trường tiểu học Woodlands
- Trường trung học Woodlands
- Trường tiểu học Forest Hill
- Trường phái Raisethorpe
- Trường trung học Siyahlomula

### Tổ chức đại học
Pietermaritzburg có một hệ thống đại học công lập phát triển tốt hơn. Pietermaritzburg được phục vụ bởi hai trường đại học công lập, Đại học KwaZulu-Natal và Đại học Công nghệ Durban. Ngoài ra còn có nhiều trường cao đẳng tư thục và công lập hoạt động trong thành phố, một số trường cao đẳng lớn hơn là: Umgungundlovu TVET College, Varsity College, và Rosebank College.

## Du lịch
Một số điểm thu hút khách du lịch của khu vực bao gồm; Bảo tàng KwaZulu-Natal, Tòa thị chính, Tòa nhà thuộc địa, Khách sạn Imperial, Nhà đồng chí và Vườn bách thảo SANBI.
Các điểm tham quan trong khu vực xung quanh bao gồm; Khu bảo tồn thiên nhiên Thác Albert, Thác Howick, Khu bảo tồn thiên nhiên công cộng Midmar, Công viên Queens Elizabeth và Thế giới quan.

## Xã hội
Pietermaritzburg là nhà của một số tổ chức xã hội dân sự nổi tiếng bao gồm phong trào AbahlaliMjondolo (shackdwellers), GroundWork, CINDI, PACSA và Hội đồng Kitô giáo KwaZulu Natal.